# Der Tag ist aufgegangen

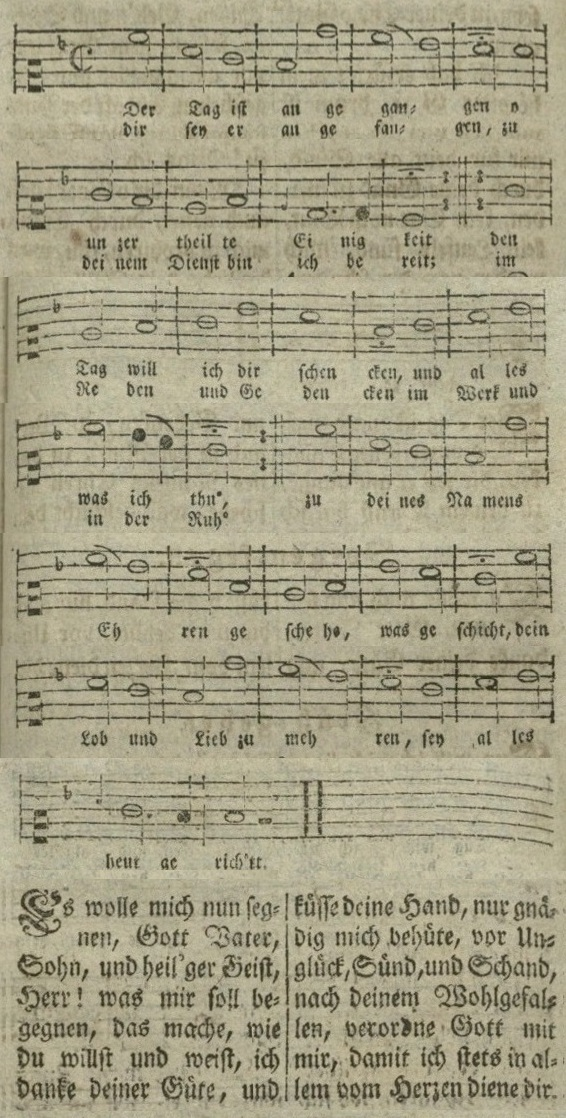
Text und Melodie 1767 (ohne den im Original beigegebenen Generalbass)

Der Tag ist aufgegangen, ursprünglich Der Tag ist angegangen, ist ein katholisches geistliches Morgenlied.

## Herkunft und Rezeption
Das Lied findet sich, ohne Verfasserangabe, in dem 1767 in Brix veröffentlichten katholischen Gesang- und Gebetbuch Heil- und Hülfs-Mittel zum thätigen Christenthum […] zum Gebrauch der Josephinischen Jugend in Dresden, d. h. für die Schülerinnen des von der Königin-Kurfürstin Maria Josepha gegründeten Josephinenstifts in Dresden.
Adolf Lohmann schuf 1937 für das von ihm redigierte wegweisende katholische Gesangbuch Kirchenlied eine gekürzte Fassung. Aus den zwei zwölfzeiligen machte er zwei achtzeilige Strophen. So wurde das Lied in verschiedene danach entstandene Diözesangesangbücher und in Diözesanteile des Gotteslob von 1975 aufgenommen. Für das aktuelle Gotteslob (2013) übernahmen es die Bistümer Freiburg/Rottenburg-Stuttgart (701), Hamburg/Hildesheim/Osnabrück (701), Limburg (710), Mainz (703), München-Freising (711), Münster (710) und Passau (716) in ihre Regionalteile.

## Text
Der zweistrophige Text umfasst Gotteslob, Selbstübereignung am Tagesbeginn und Segensbitte:
Der Tag ist aufgegangen;

Herr Gott, dich lob ich allezeit,

dir sei er angefangen,

zu deinem Dienst bin ich bereit.

Den Tag will ich dir schenken

und alles, was ich tu,

im Reden und Gedenken,

im Werk und in der Ruh.

Es wolle mich nun segnen

Gott Vater, Sohn und Heilger Geist.

Herr, was mir soll begegnen,

das mache, wie du willst und weißt!

Zu deines Namens Ehren

geschehe, was geschieht;

dein Lob nur will ich mehren

und preisen deine Güt.